# جون راي (لاعب كرة قدم أمريكية)
جون راي (بالإنجليزية: John Ray)‏ هو لاعب كرة قدم أمريكية أمريكي، ولد في 4 يونيو 1926 في ديترويت في الولايات المتحدة، وتوفي في 14 نوفمبر 2007.